# Garry Shandling
Garry Emmanuel Shandling, dit Garry Shandling, est un acteur, scénariste, producteur et réalisateur américain né le 29 novembre 1949 à Chicago, en Illinois, aux  États-Unis, et mort le 24 mars 2016 à Los Angeles, en Californie, aux États-Unis.

## Filmographie

### comme acteur
- 1986 : The Garry Shandling Show: 25th Anniversary Special (TV) : Garry Shandling
- 1990 : Mother Goose Rock 'n' Rhyme (TV) : Jack (de Jack and Jill)
- 1993 : The Night We Never Met : M. Vertisey, patient dentaire
- 1994 : Rendez-vous avec le destin (Love Affair) : Kip DeMay
- 1994 : Joyeux Noël (Mixed Nuts) : Stanley Tannenbaum
- 1998 : Dr. Dolittle (Doctor Dolittle) : Male Pigeon (voix)
- 1998 : Hollywood Sunrise (Hurlyburly) : Artie
- 2000 : De quelle planète viens-tu? (What Planet Are You From?) : Harold Anderson
- 2000 : X-Files (saison 7 épisode 19 : Hollywood) : Garry Shandling
- 2001 : Potins mondains et amnésies partielles (Town & Country) : Griffin Miller
- 2005 : Chassé-croisé à Manhattan (Trust the Man) : thérapeute
- 2006 : Nos voisins, les hommes (Over the Hedge) : Verne (voix)
- 2010 : Iron Man 2 : sénateur Stern
- 2014 : Captain America : Le Soldat de l'hiver : sénateur Stern

### comme scénariste
- 1984 : Garry Shandling: Alone in Vegas (TV)
- 1986 : The Garry Shandling Show: 25th Anniversary Special (TV)
- 1986 : Comic Relief (TV)
- 2000 : De quelle planète viens-tu? (What Planet Are You From?)

### comme producteur
- 1986 : The Garry Shandling Show: 25th Anniversary Special (TV)
- 1986 : It's Garry Shandling's Show. (série télévisée)
- 1992 : The Larry Sanders Show ("The Larry Sanders Show") (série télévisée)

### comme réalisateur
- 1992 : The Larry Sanders Show ("The Larry Sanders Show") (série télévisée)